# Let It Flow
"Let It Flow" é uma canção pela cantora americana de R&B Toni Braxton. Escrita e produzida por Babyface, a canção foi gravada originalmente para, e foi incluida, na trilha sonora para o filme de 1995 Waiting to Exhale.
"Let It Flow" foi lançado como um duplo Lado A com "You're Makin' Me High", o primeiro single do segundo álbum de estúdio de Braxton, Secrets. No momento em que o single foi emitido, "Let It Flow" já estava recebendo airplay forte nas rádios dos Estados Unidos, e as duas faixas, eventualmente lideraram a Billboard Hot 100 e a Hot R&B/Hip-Hop Songs.

## Desempenho nas paradas

### Paradas semanais
| País — Tabela (1996)                               | Posição de pico |
| -------------------------------------------------- | --------------- |
| Estados Unidos — Billboard Hot 100                 | 1               |
| Estados Unidos — Billboard Hot R&B/Hip-Hop Songs   | 1               |
| Estados Unidos — Billboard Hot Dance Singles Sales | 2               |
| Estados Unidos — Billboard Adult Contemporary      | 9               |

### Tabelas de fim-de-ano
| País — Tabela (1996)               | Posição |
| ---------------------------------- | ------- |
| Estados Unidos — Billboard Hot 100 | 9       |

| País — Tabela (1997)               | Posição |
| ---------------------------------- | ------- |
| Estados Unidos — Billboard Hot 100 | 98      |

| País — Tabela (1990–1999)          | Posição |
| ---------------------------------- | ------- |
| Estados Unidos — Billboard Hot 100 | 68      |